# Gaidar
Gaidar (en rumano: Gaidar; en gagauzo: Haydar) es una comuna y pueblo de la unidad territorial autónoma de Gagaúzia, al sur de Moldavia. 

## Toponimia
El nombre del asentamiento en otros idiomas de importancia en el asentamiento es Gaydar (en ruso: Гайда; en ucraniano: Гайдар; en búlgaro: Гайдар).

## Geografía
Gaidar se encuentra a orillas del río Lungutsa, a 14 km al oeste de la frontera con Ucrania y a 23 km al sur de la ciudad de Comrat. 

## Historia
El pueblo fue fundado por inmigrantes gagaúzos de los Balcanes en 1796. 

## Demografía
La evolución de la población de Gaidar entre 2004 y 2014 fue la siguiente:
| 4525                         | 4038 |
| (Fuente: Localitati Moldova) |      |

Según el censo de 2004, los gagáuzos representaban el 96,53% de los habitantes; y los rusos, el 1,04%.